# アドルフ・シュルツ＝エヴラー
アドルフ・アンドレイ・シュルツ＝エヴラーまたはシュルツ＝エヴレル（Adolf Andrey Schulz-Evler 1852年もしくは1854年12月12日 ラドム - 1905年5月15日 ワルシャワ）はポーランド人のピアニスト・作曲家。ワルシャワ音楽院に学び、ベルリンでカール・タウジヒの薫陶を受けた後、1888年から1904年までハリコフでピアノの教授に就任。作品数は52点にのぼり、ピアノ曲と歌曲があるが、すべて忘れられている。
特筆に価するのは、演奏至難なことで名高いトランスクリプション《ヨハン・シュトラウス2世の「美しき青きドナウ」の主題によるアラベスク Arabesken über Themen des Walzers An der schönen blauen Donau von Johann Strauß》であり、ヨゼフ・レヴィーンからホルヘ・ボレット、アール・ワイルドに至るまで、数々のヴィルトゥオーゾのレパートリーとなっている。